# Брати Шварценау

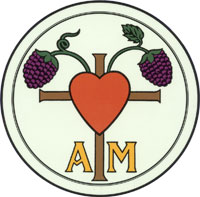
Печатка ранньої конгрегації в Германтауні/Дейтшештедлі, абревіатура A. M., ймовірно, означає "причастя", можливо, також Александра Мака як засновника Братства Шварценау

Брати Шварценау (нім. Schwarzenau Brethren) - пієтистсько-анабаптистський рух, заснований Александром Маком на початку 18 століття, який, серед іншого, практикує хрещення вірян шляхом потрійного занурення ("данкінг"). Іноді їх також називають шварценауськими баптистами (нім. Schwarzenauer Neutäufer), дункерами (нім. Dunkers), дункардами (нім. Dunkards) або німецькими баптистами (англ. German Baptists). Сьогодні рух братів Шварценау складається з кількох церков братів у Північній Америці.

## Історія
Рух виник на початку 18 століття в середовищі радикального пієтизму. Фактичним моментом його заснування стало хрещення восьми дорослих людей шляхом занурення в Едер поблизу Шварценау в серпні 1708 р. Новостворена група назвала себе "Братами". Серед них був Александр Мак, який відігравав провідну роль у групі. Під його керівництвом рух незабаром після 1708 року поширився на інші частини країни, такі як Пфальц і Веттерау. Місіонерів відправляли аж до Вюртемберга та Швейцарії. У своєму богослов'ї рух перебував під сильним впливом Ернста Крістофа Гохмана фон Гохенау, який як представник містично-духовного пієтизму вже близько 1704 року заснував християнську домашню громаду у Шварценау. Існували також контакти з менонітами-анабаптистами.
Через брак політичного визнання група тункерів з Крефельда вперше емігрувала до північноамериканської Пенсильванії в 1719 році під керівництвом Петера Беккера. Через рік близько 40 сімей навколо Александра Мака переїхали до менонітів у Фрисландії в Нідерландах. З Нідерландів Олександр Мак слідував за першою групою до Пенсильванії в 1729 році з близько 120 людьми. У наступні роки майже весь рух братів Шварценау переїхав до Північної Америки. Тут, однак, стався розрив у 1728 році, коли група під керівництвом Йоганна Конрада Бейсселя відокремилася під назвою Зібентегнер-Тункер, яка виступала за святкування суботи у суботу і все частіше також за ідеї целібату. У 1732 році функери сьомого дня заснували монастир Ефрата. Решта конгрегації все ж змогла утвердитися і поширитися далі. Серед них був Йоганн Крістоф Зауер, який надрукував першу Біблію німецькою мовою в Північній Америці в 1743 році. Сьогодні Брати Шварценау поширені в кількох штатах США.
На початку 1880-х років Брати Шварценау розділилися на консерваторів, прогресистів і середню групу між ними. У 1881 році Старонімецькі баптистські брати сформувалися як окрема церква, оскільки вони відкидали, серед іншого, вищу освіту, сучасний одяг і зміни в омиванні ніг. Потім у 1883 році під керівництвом Генрі Хольсінгера відокремилося прогресивне крило, яке, серед іншого, підтримувало оплачуваних пасторів, підготовлених у богословських семінаріях, сучасний одяг і популярні на той час міжконфесійні зібрання третього великого руху відродження в США. Прогресисти називали себе Церквою братів. Решта середня група, найбільша з трьох фракцій, називала себе Німецькими баптистськими братами, але в 1908 році змінила назву на Церкву братів.

## Доктрина і спосіб життя
Брати Шварценау мають багато спільного з менонітами. Як і вони, вони відкидають хрещення немовлят, присягу і військову службу. Вони також багато в чому збігаються з менонітами у способі життя, церковному устрої та богослужінні, практикуючи хрещення через занурення, як баптисти та пізніші громади менонітських братів. Відповідно, братів Шварценау також називали німецькими баптистами. Зв'язки з менонітами-анабаптистами існували вже в період їхнього заснування в Німеччині та Нідерландах. Існувала схожість, зокрема, з менонітами Домпелаарами, деякі з яких приєдналися до Дункерів. З усім тим, коріння Братів Шварценау слід шукати, перш за все, в радикальному пієтизмі. Шварценау і регіон Вітгенштейна вже близько 1700 року стали центром пієтистських сепаратистів, в середовищі яких і змогли з'явитися дункери. Разом з інспіраціоністами вони є однією з двох деномінацій, що існують донині, які походять з радикального пієтизму.

## Сучасні церкви в традиції Шварценау
Сьогодні існує кілька американських церков, які ведуть свою традицію від дункерів, що походять зі Шварценау:
- Братська церква (Ашленд)[К 1].
- Реформатська церква братів.
- Церква братів[4].
- Консервативні брати Грейс.
- Брати Дункарда.
- Братство "Грейс".
- Старі брати[К 2].
- Німецькі баптисти-старообрядці[К 3].
- Старонімецькі баптистські брати[К 4].
- Німецькі баптистські брати старого порядку[К 5].
- Старонімецькі баптистські брати, Нова конференція[К 6].

Також під сильним впливом Дункерів перебувають Річкові брати (також Річкові меноніти), які сьогодні відомі в першу чергу як Брати у Христі. Церкви, які виросли безпосередньо з руху Дункера, сьогодні співпрацюють по всьому світу в рамках Всесвітньої асамблеї братів. У 2008 році Асамблея вперше відбулася у Шварценау, Вестфалія, де був заснований рух. Сьогодні Шварценауські брати або Дункери також дуже активні в дияконічній роботі. Через свої пацифістські переконання вони зараховуються до історичних церков миру разом з квакерами та менонітами.